# Anatoli Vlasov
Anatoli Aleksandrovici Vlasov (în rusă Анато́лий Алекса́ндрович Вла́сов; n. 7(20) august 1908, Balașov, gubernia Saratov, Imperiul Rus – d. 22 decembrie 1975, Moscova , Uniunea Sovietică) a fost un fizician, profesor de fizică teoretică la Universitatea M. V. Lomonosov din Moscova, specialist în fizica plasmei și cea statistică.

## Biografie
A absolvit facultatea de fizică a Universității din Moscova în anul 1931 și a susținut disertația de candidat în științe în anul 1934, cu un subiect ce se referea la problema interacțiunii în mecanica cuantică. Conducător științific- laureatul premiului Nobel Igor Tamm. În anul 1938 a elaborat binecunoscutele ecuații ale lui Vlasov din fizica plasmei. Anatolie Vlasov este autorul celei mai generale descripții matematice ale plasmei, lucrarea respectivă fiind inclusă în teza de doctor habilitat, susținută în anul 1942 la aceeași Universitate și intitulată "Proprietățile vibraționale ale gazului electronic și aplicațiile acesteia". Această lucrare, care stă la baza majorității cercetărilor moderne din fizica plasmei, putea să fie prezentată pentru decernarea premiului Nobel. Însă , în anul 1944 Vlasov intră în PCUS și în același an devine profesor universitar. În anii 1945- 1953 a fost șef al catedrei de fizică teoretică la facultatea de fizică a Universității din Moscova. A decedat la Moscova, fiind profesor universitar, este înmormântat la Cimitirul Donskoi din Moscova.

## Alte cercetări științifice
În afară de fizica, care a fost domeniul principal de cercetări, Vlasov s-a ocupat de optică, teoria cristalului, gravitație și, în particular, de teoria formării structurilor la diferite interacțiuni, inclusiv gravitaționale. 
- 1934-1936 s-a ocupat de teoria extinderii liniilor spectrale, cauzată de interacțiunea moleculară
- 1936 -1938 s-a ocupat de elaborarea ecuațiilor, ce descriu vibrațiile plasmei prin câmp autocorelat.

## Publicații
- Biblioteca Congresului SUA

Alte publicații:
- (1970). Structuri filiforme și plate în cristale și lichide. Teoreticeskaia i matematiceskaia fizika 5 (3): 388.
- (1938). Proprietățile de vibrație ale gazului ideal. Revista de fizică experimentală și teoretică 8 (3): 291.
- (1945). Proprietățile de vibrație ale gazului ideal și aplicațiile acestora. Analele Universității din Moscova. 75, cartea 2, p. 1.

## Premii și distinții
- 1938. Premiul Lomonosov de gradul I pentru cercetările de plasmă
- 1970. Premiul Lenin pentru cercetările de plasmă